# Nationaal park Khenifiss
Nationaal Park Khenifiss (Arabisch : متنزه اخنيفيس الوطني; Frans: Parc National Khenifiss) is een beschermd gebied in het zuidwesten van Marokko, gelegen aan de Atlantische kust in de regio El Ayoun-Saguía el-Hamra, net ten noorden van de grens met de Westelijke Sahara. Het werd opgericht in het jaar 2006. De oppervlakte van het park is 1850 vierkante kilometer. Het nationale park is opgericht om de woestijn, wetlands en kustduinen te beschermen. De dichtstbijzijnde stad is de landelijke stad Ajfennir.
Het park werd in 1960 aangelegd als natuurreservaat en in 1980 werd het geclassificeerd als een wetland van internationaal belang. In 1983 werd het natuurreservaat omgevormd tot een permanent biologisch reservaat en op 26 september 2006 werd de plaats uitgeroepen tot nationaal park.
Op deze plaats zijn de overblijfselen gevonden van Santa Cruz de la Mar Pequeña, een Spaanse nederzetting uit de 15e eeuw.